# Эффенди, Рустам Мамед-Эмин Оглы
Рустам Мамед-Эмин Оглы Эффенди (1934—1991) — советский и азербайджанский энтомолог-лепидоптеролог, кандидат биологических наук, посвятивший всю свою жизнь изучению и коллекционированию чешуекрылых Закавказья. Работал совместно с украинским энтомологом Некрутенко Юрием Павловичем и русским энтомологом Цветаевым Анатолием Васильевичем, с которыми он ездил в экспедиции по Азербайджану и Советскому Союзу.
Поддерживал дружеские отношения с советским академиком и историком Нарочницким Алексеем Леонтьевичем.
Работал в Институте зоологии Академии наук Азербайджанской ССР. Выступал с научными докладами в Москве, Санкт-Петербурге, Киеве.
Собранная им коллекция бабочек насчитывала свыше 30 тысяч экземпляров. После его смерти в 1991 году, она перешла Институту зоологии Академии наук Азербайджана. Со временем, из-за неправильного ухода, значительная часть коллекции была утеряна. Рустам Мамед-Эмин Эффенди также занимался фотографией бабочек.
В честь него был назван вид бабочек — Бархатница Эффенди (Satyrus effendi Nekrutenko, 1989).
Был одним из авторов и художников иллюстраций Красной Книги Азербайджана. Был автором множества статей.

## Семья
- Дед — Агаали-бек Хаджи Мухаммед оглы Эфендизаде (10 сентября 1856, Шемахы, Шемахинский уезд, Шемахинская губерния, Российская империя — 1914, Шемахы, Шемахинский уезд, Шемахинская губерния, Российская империя) — азербайджанский поэт XIX века, член литературного общества «Бейтус-сафа».
- Бабушка — Сара ханум.
- Родной брат бабушки Сары ханум — Джамо Бек Адиль Бек оглы Джабраилбейли (29 января 1887, Шемахы, Шемахинский уезд, Шемахинская губерния, Российская империя — 30 июля 1965, Баку, Азербайджанская ССР) — педагог, общественный деятель.
  - Отец — Магомед-Эмин Агали-бек оглы Эффенди (1967), советский и азербайджанский геолог, преподаватель.
    - Дядя — Хидаят Али оглы Эфендиев (1 августа 1908, Шемахы, Бакинская губерния — 29 апреля 1979 года, Баку, Азербайджанская ССР) — критик, литературовед, член Союза писателей Азербайджана с 1937 года, доктор филологических наук (1973).
    - Дядя — Джумшуд Эфендиев, советский и азербайджанский ученый-химик.

- Мать — Маргарита Михайловна Эффенди (в девичестве Миклашевская) (1898, Стародуб, Черниговская губерния — 13 декабря 1961, Баку, Азербайджанская ССР), советский и азербайджанский живописец и график, педагог. С 1929 по 1937 гг. преподавала в Азербайджанском художественном училище живопись, помогая его директору Азиму Азимзаде в воспитании будущих художников в строгих принципах реализма. Целая плеяда известных в настоящее время художников Азербайджана училась у Маргариты Михайловны. С 1935 года участвовала в выставках, представляя работы, исполненные маслом и акварелью.
  - Тетя — Наталья Михайловна Миклашевская (1909, Стародуб, Черниговская губерния — после 1979, Баку, Азербайджанская ССР)  — азербайджанский советский искусствовед и педагог, доктор искусствоведения.

Дочери Нигяр, Мирвари и Рена.
Дочь — Рена Эффенди (р. 1977) — азербайджанский фотограф. С 2001 года занимается документальной фотографией. Персональные выставки демонстрировались на 18-м Международном фестивале фотожурналистики Visa Pour L’image в Перпиньяне, Франция и на фестивале Les Imagiques в Бордо, Франция. С 2007 года сотрудничает с галереей Гринберг (экс-Gallery.Photographer.ru). В 2013 году член жюри World Press Photo.
Внучки Ирадия и Айла.

## Публикации
- КОРШУНОВ Ю. П., ЭФФЕНДИ Р. М. Э. Критические замечания по фауне и систематике дневных бабочек (Lepidoptera, Rhopalocera) Закавказья. Сообщение І. — Вестн. зоологии 1: 50-55.
- Новое местонахождение Phassus schamyl (Christoph) (Lepidoptera, Hepialidae). — Вестн. зоологии 1: 55.
- КОРШУНОВ Ю. П., ЭФФЕНДИ Р. М. Э. Критические замечания по фауне и систематике дневных бабочек (Lepidoptera, Rhopalocera) Закавказья. Сообщение ІІ. Вестн. зоологии . 3: 38-43.
- ЭФФЕНДИ Р. М. Э. Обзор голубянок группы Lycaena phoenicurus group (Lepidoptera, Lycaenidae) с описание нового вида из Азербайджана. — Вестн. зоологии 4: 8-16, табл.
- ЕФФЕНДІ Р. М. Е. Новий вид роду Lysandra (Lepidoptera, Lycaenidae) із Закавказзя. — Доп. Акад. наук Укр. РСР (Б) 7: 581—584, табл.; Докл. Акад. наук Укр. ССР (Б) 7: 583—585.